# Pablo Fernandez
Pablo de Toledo Fernandez (nascimento 21 abril 1975) é um treinador brasileiro de futebol, atualmente auxiliar técnico da equipe profissional do Sport Club Internacional.

## Carreira
Pablo Fernandez nasceu em São Paulo, São Paulo, e foi goleiro de futebol e futsal em clubes do estado de São Paulo e da Espanha.  
Formado em Educação Física pela UNIMES, Pablo Fernandez possui mestrado em Engenharia Biomédica com ênfase em Futebol pela UNIVAP e possui as licenças B, A e PRO da CBF / CONMEBOL. 
Futebolista
No futebol atuou nas categorias de base do S.C. Corinthians Paulista, São José E.C. e no Santos F.C. No Profissional, jogou por duas temporadas na equipe do Jabaquara A.C., jogando a série B do campeonato paulista.
No futsal atuou no futsal espanhol por 8 anos, pelas equipes: Burela F.S., Albatece F.S., Caja Segovia, F.S. Castro Urdiales, F.S. Las Rozas-Boadilla e Leis F.S..
Treinador
Pablo Fernandez iniciou sua carreira como treinador em 2009, na equipe Sub-17 do F.C. Primeira Camisa, onde permaneceu por duas temporadas. 
Em 2011, se transferiu para a equipe do Red Bull Brasil. Nesta equipe o treinador permaneceu até 2018, onde comandou as equipes Sub-15, Sub-17, Sub-20 e foi auxiliar da equipe profissional.
Na temporada de 2017, Pablo Fernandez comandou a seleção Paulista Sub-20, que disputou o Campeonato Brasileiro de Seleções, promovido pela Confederação Brasileira de Futebol (CBF). 
Em fevereiro de 2018 foi contratado para ser treinador da equipe Sub-20 do E.C. Bahia, onde permaneceu até fevereiro de 2020. 
No tricolor baiano, Pablo Fernandez conquistou dois campeonatos estaduais da categoria Sub-20, em 2018 e 2019, além de um vice-campeonato da Copa do Nordeste Sub-20 em 2018.  
Em fevereiro de 2020, Fernandez é contratado para equipe Sub-20 dos Santos F.C. 
Em outubro de 2020, após algumas mudanças políticas, Pablo Fernandez saiu do comando técnico da equipe Sub-20 do Santos F.C., retornando em agosto de 2021, desta vez para comandar a equipe Sub-23.  
No final de novembro de 2021, Pablo Fernandez deixa o comando da equipe Sub-23 do Santos F.C. e se transfere para o Club Athletico Paranaense para o comando da equipe Sub-20.   

## Campanhas de destaque
- Copa do Nordeste Sub-20 (Vice-campeão)
- Campeonato Paulista Sub-20
- Campeonato Brasileiro Sub-20
- Campeonato Paranaense Sub-20 (Vice-Campeão)
- Volksbank Cup U-19
- [Cup|Otten Cup U-19]